# Artem Tjech
Artem Oleksandrovytj Tjerednyk (ukrainska: Артем Олександрович Чередник), känd som Artem Tjech (ukrainska: Артем Чех), född 13 juni 1985 i Tjerkasy, Ukraina, är en ukrainsk författare och dokumentärfilmare. Han debuterade som författare 2007, och hade 2022 gett ut nio verk. Han har tilldelats flera ukrainska och internationella priser och översatts till flera europeiska språk. 

## Biografi
Chekh föddes 1985 i Tjerkasy. Han utbildade sig till sociolog i Kiev, men började efter studierna bland annat att arbeta som skådespelare vid teatern i Tjerkasy. Dessutom började han arbeta som soldat i Ukrainas försvarsmakt. Han bor i Kiev med sin fru, författaren och filmaren Iryna Tsilyk och deras son Andrij.
År 2007 vann Tjech en ukrainsk litteraturtävling, och efter det har han gett ut flera verk. Han har framförallt ägnat sig åt självbiografisk litteratur, men även surrealistisk och grotesk litteratur. Hans verk har bland annat översatts till engelska, polska, tjeckiska, tyska och ryska. Romanen Totjka Nul från 2017 skildrar hans erfarenhet från den ukrainska försvarsmakten 2015–2016, och hur det var att strida i Donbass. Boken fick flera ukrainska och internationella priser, och shortlistades bland annat till Ryszard Kapuściński-priset för litterära reportage. Han har också nominerats till BBC:s Book of the Year Prize.